# Abbazia di Heiligkreuzthal
L'abbazia di Heiligkreuzthal fu un edificio religioso cistercense nell'attuale città di Altheim nell'alta Svevia, attuale stato di Baden-Württemberg, Germania.

## Storia

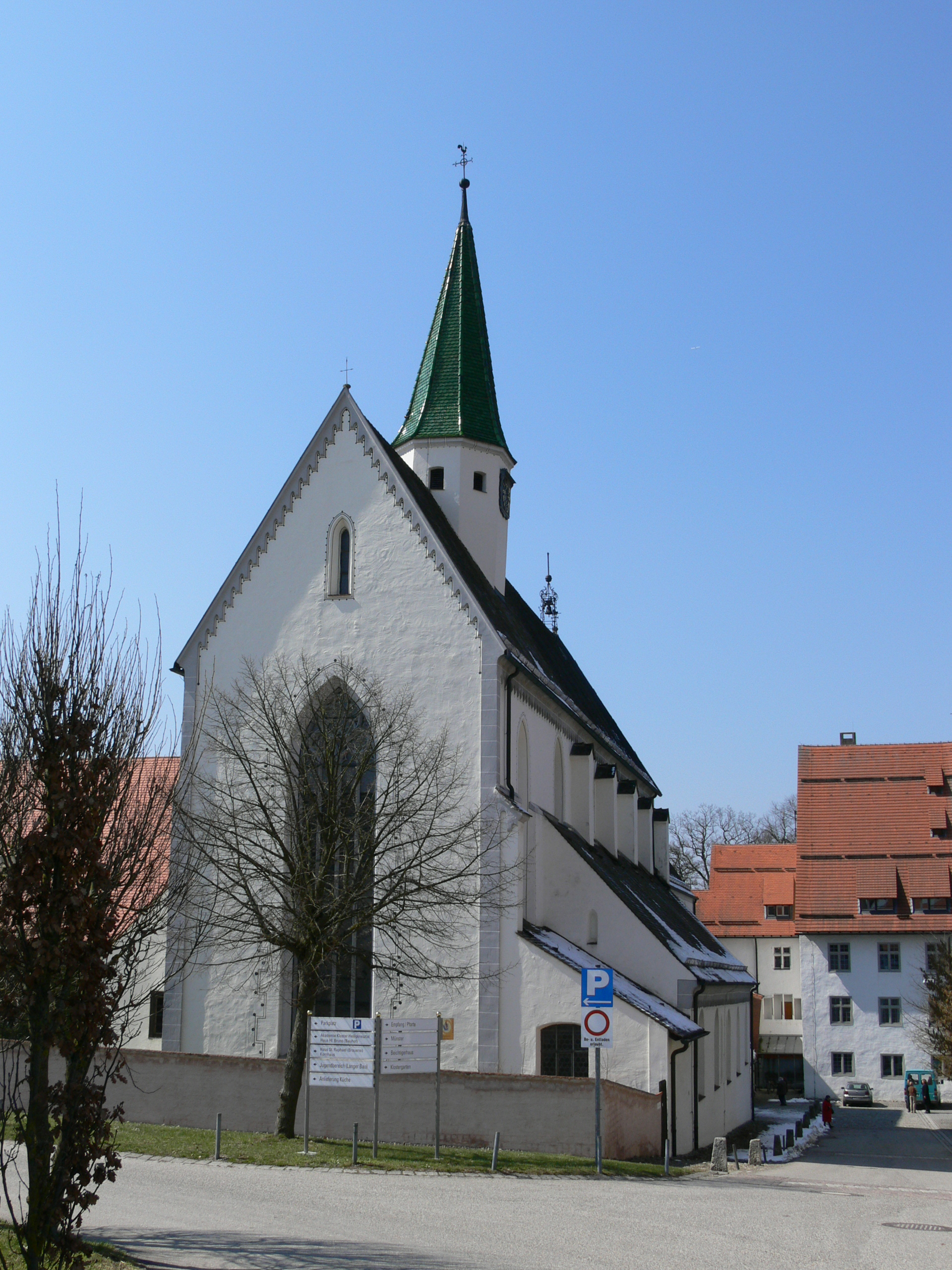
La chiesa abbaziale di Heiligkreuzthal

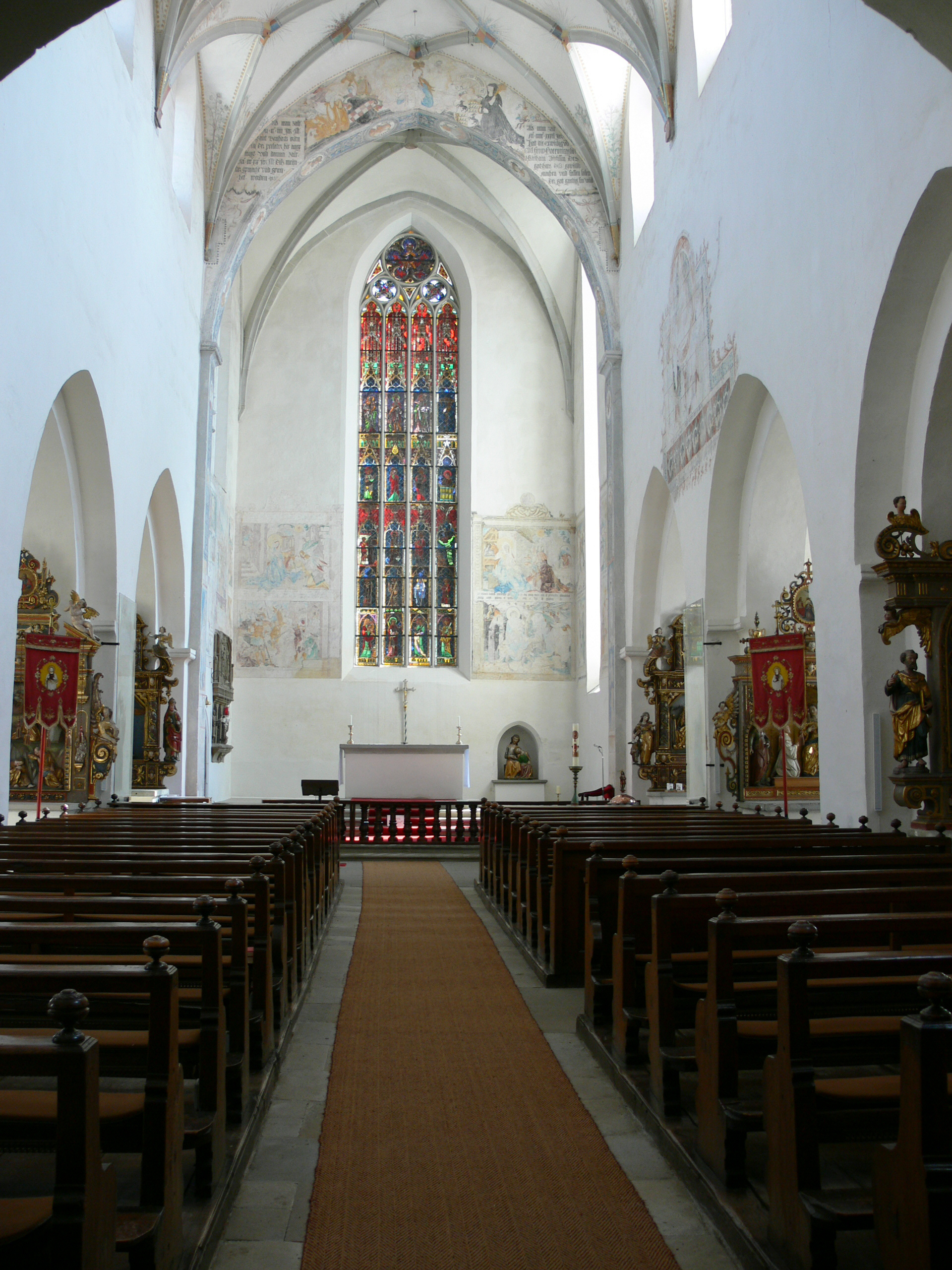
Interno della chiesa abbaziale

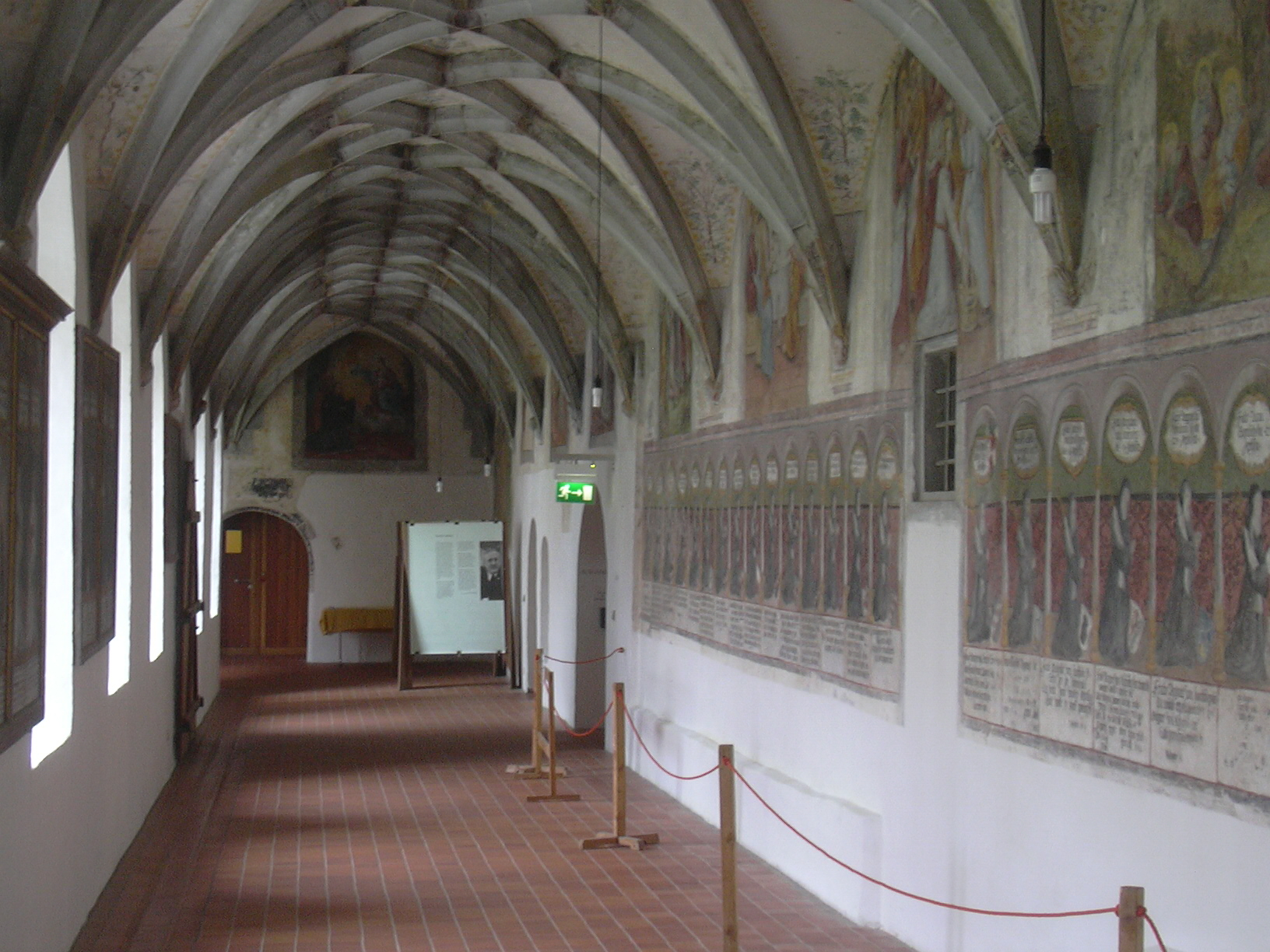
Il chiostro dell'abbazia

Il monastero di Heiligkreuzthal venne fondato nel 1227 anche se si ha ragione di credere, alla luce degli ultimi scavi effettuati nell'area, che una struttura simile fosse già presente in loco in quanto già in un documento del 1140 si fa menzione di un monastero femminile nell'area che riferiva all'abate di Salem per l'ammissione alla sua federazione monasteriale, alla quale questo monastero venne ammesso nel 1204. Da questo deduciamo anche che tale abbazia doveva essere sottoposta ad un controllo spirituale dell'abbazia di Salem. Esso ricevette grandi finanziamenti ad opera del conte Egon von Grüningen Landau e di sua sorella Hailwilgilde († 1240), con le donazioni dei quali si fecero costruire nuove strutture. Hailwilgilde, inoltre, divenne la prima badessa di questo monastero. I signori di Grüningen Landau ottennero in seguito il privilegio di seppellire i membri della loro famiglia nel coro della chiesa monastica che venne eretta, e qui si trovano ancora le salme dei fondatori.
Il nome originario di Wasserschapfen venne cambiato attorno al 1231 in Heiligkreuzthal dal momento che la tradizione voleva che il conte Egon avesse donato un frammento della Santa Croce e l'avesse donato al monastero. Dal 1234, subordinato all'autorità dell'imperatore Enrico VII, il monastero godette della sua influente e speciale protezione e dal 1251 la struttura ottenne conferma dei suoi privilegi dal pontefice, ricevendo indipendenza anche dai vescovi locali, godendo della giurisdizione della Santa Sede.
Dal momento che il monastero accoglieva prevalentemente le figlie della migliore nobiltà tedesca, esso poté godere anche di copiosi lasciti che ne ingrandirono in breve tempo il patrimonio, tra cui spiccava la sovranità sopra Andelfingen, Beuren, Ertingen, Friedingen e ovviamente sulla Heiligkreuzthal. Al tempo del suo massimo splendore, esso contava 125 monache tra le sue mura. La prima chiesa monastica venne dedicata nel 1256.
Veronika von Rietheim, scelta nel 1521 quale badessa del monastero, stabilì nuove norme perché le monache vivessero una vita strettamente ecclesiastica e continuò a rinnovare il monastero come già avevano iniziato molti suoi predecessori. Sotto di lei venne costruito il refettorio, che dal 1532 divenne la sala del capitolo. Nel 1552, nella guerra della Lega di Smalcalda, il monastero venne saccheggiato, così come dagli svedesi nel 1632 durante la guerra dei trent'anni e dai francesi nel 1796 nelle guerre di rivoluzione.
L'abbazia venne soppressa definitivamente nel 1803 e passò tra le proprietà del Regno del Württemberg. Alle monache presenti venne concesso di rimanere ma non ne venne accettata nessun'altra. L'ultima di esse morì nel 1843.
Le strutture vennero utilizzate poco tempo dopo la secolarizzazione come uffici d'amministrazione pubblica. La maggior parte dei suoi documenti vennero trasferiti a Stoccarda e dal 1972 essa divenne sede della Comunità americana di Santo Stefano, divenendo il centro di incontri tra cattolici.

## Oggetti d'interesse

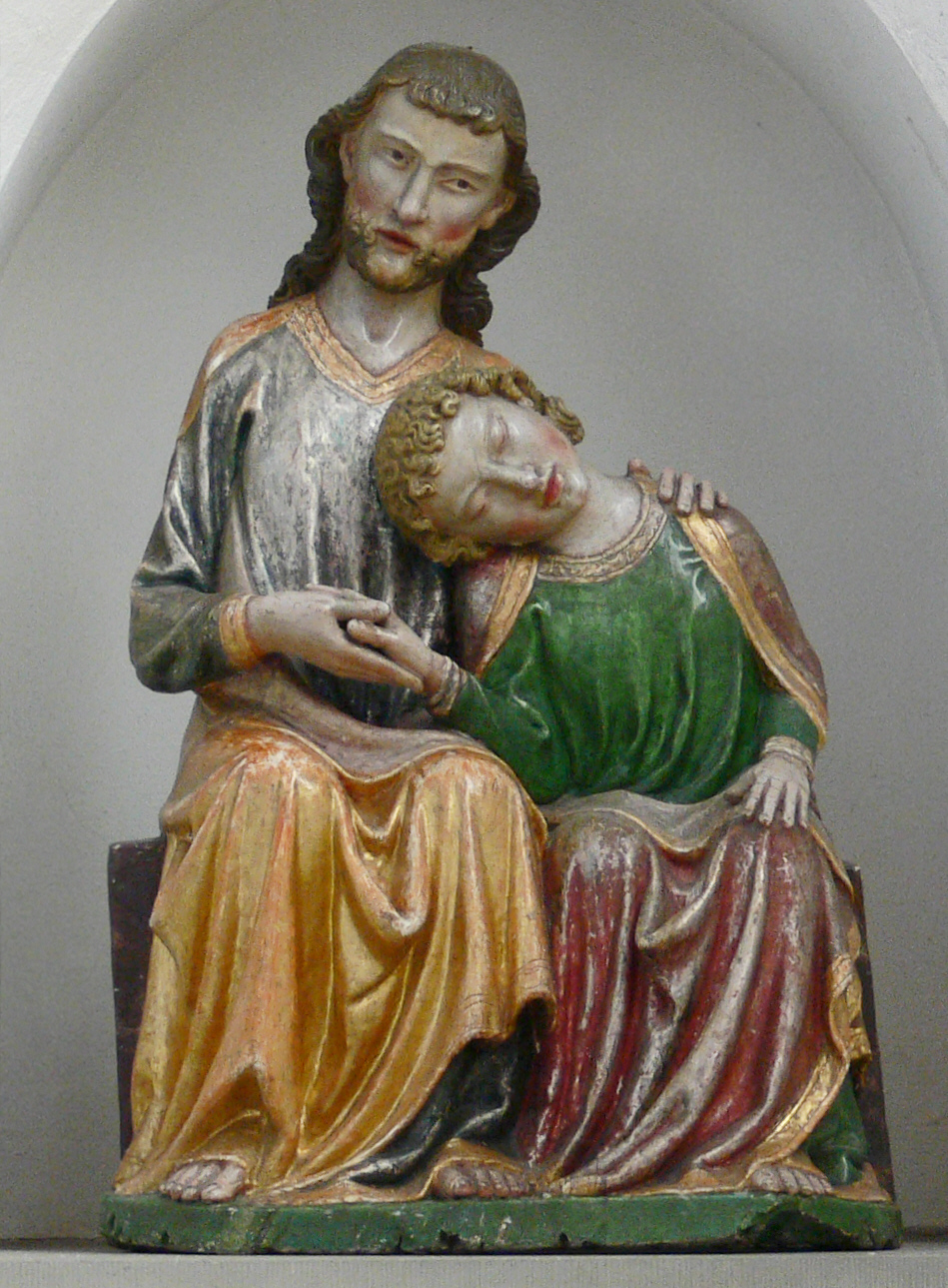
"Gesù con San Giovanni"

Le forme attuali del monastero si sono originate all'inizio del XVIII secolo, sotto la badessa Maria Holzapfel (1723-1761). Questa chiamò al lavoro lo stuccatore Joseph Anton Feuchtmayer nel 1754 per lavorare al coro delle monache. In questa stessa epoca si sviluppò la copiosa biblioteca del monastero.
Il pezzo artistico meglio conosciuto in possesso dell'abbazia è una piccola statua in legno raffigurante Gesù con san Giovanni, risalente alla prima metà del XIV secolo, la quale era probabilmente una figura devozionale che però si è conservata praticamente intatta nel corso dei secoli.